# TWICEcoaster : LANE 1
TWICEcoaster : LANE 1（トゥワイスコースター：レーンワン）は、韓国のガールズグループTWICEの3枚目のミニアルバムである。本作は2016年10月24日にJYPエンターテインメントによってリリースされ、KTミュージックによって配信された。7つの曲が収録されており、リードシングルは過去のTWICEのヒット曲である「Like OOH-AHH」や「CHEER UP」のプロデュースも手掛けたBlack Eyed Pilseungによってプロデュースされた「TT」。2016年末までの販売数は350,852枚で、2016年のK-POPの女性アイドルグループのアルバムではもっとも多く売れたアルバムとなった。

## 背景とリリース
2016年10月10日、JYPエンターテインメントはTWICEの3枚目のアルバムについて、同日から10月24日のリリース日までプロモーションを行うことを、同社のホームページ上およびSNS上で発表した。その発表の数日後には、イントロビデオ、トラックリスト、アルバムティーザー、グループイメージティーザーがリリースされた。アプリコットとネオンマゼンタの2種類のアルバムは、同年9月23日に発表されていたTWICEの公式色を表す。10月17日、10月18日、10月19日の3日間のそれぞれの深夜には、各メンバーの個別のティーザーフィルムが公開された。タイトル曲とされた「TT」のミュージックビデオに関する最初のティーザービデオは10月20日にリリースされ、ハロウィンの仮装をした少年と少女が登場した。
10月20日には韓国標準時の22時30分より、Twiceのデビュー1周年を記念したNever V liveの生放送「Twice 1st Anniversary」に出演し、本作の7番目のトラック「One in a Million」を公開した。同日の深夜、「TT」についての第2のティーザービデオがリリースされた。10月22日、このアルバムのカバーはランダムで9人のメンバー1人1人の9通りのカバーがあることが明らかになった。翌日の10月23日、TWICEは収録曲の全曲の概要を示すハイライトをリリースした。また同時に、TWICEの公式ホームページ上でも「TT」の振り付けのイメージティーザーがアップロードされた。アルバムは当初の予定通り、その翌日の10月24日に正式にリリースされ、同時に多くの音楽ポータルサイトなどでも音楽配信としてリリースされた。

## ミュージックビデオ
タイトル曲「TT」のミュージックビデオは、以前にもTWICEのヒットソング「Like OOH-AHH」や「CHEER UP」のプロデュースを手掛けた製作チームのNaiveが監督を務めた。このミュージックビデオは動画共有サービス「YouTube」において、リリースから24時間も経たない内に500万回を超える再生回数を獲得、その後はK-popのアイドルグループのミュージックビデオの中では最速の40時間で1000万回、114時間で2000万回という新記録を達成した。
2017年1月3日には、YouTubeにおける「TT」のミュージックビデオは1億回の視聴回数を記録した。これはK-popグループのミュージックビデオでは最速での1億回達成であり、これによりTWICEは自身のヒット曲「CHEER UP」がリリースされた際の記録を更新することとなった。
ミュージックビデオでは、メンバーはそれぞれハロウィンをテーマに様々なキャラクターに仮装していた。ジョンヨンはピノキオ、モモはティンカー・ベル、ダヒョンは不思議の国のアリスの白ウサギ、サナはキック・アスのヒット・ガール、チェヨンは人魚、ナヨンはキュート・デビル、ミナはパイレーツ・オブ・カリビアンをイメージした女性海賊、ジヒョは長い白のドレスを着たアナと雪の女王のエルサ、ツウィは黒いシースルードレスを着た神秘的な吸血鬼にそれぞれ扮していた。このビデオは「To be continue」といったメッセージで終了し、このアルバムが続いていくことを暗示している。

## プロモーション
TWICEは2016年10月24日、韓国・ソウルに位置するブルースクエアにて新アルバムのショーケースを開催し、以前の曲「Like OOH-AHH」「Do it again」「Precious Love」「CHEER UP」「Candy Boy」の5曲を披露した。また、Naver V Liveでライブ中継されたショーケースでは、新アルバムの収録曲である「ONE IN A MILLION」「JELLY JELLY」「TT」の3曲を初めて公演した。
2016年10月27日に出演した済州島のM COUNTDOWNでは約1万人の国内外のファンが集まり、この模様は計13カ国で放送された。その後TWICEは、10月28日にはミュージックバンク、10月29日にはショー!K-POPの中心、11月1日にはSBS MTVのThe Showにそれぞれ出演し、The Showでは「TT」の曲で優勝トロフィーを獲得した。また11月2日には、デビュー以来初のSHOW CHAMPIONへの出場を果たし、見事トロフィーを獲得した。11月6日のSBS人気歌謡でのエピソードは、TWICEの最後のカムバックステージとなった。TWICEは全てのカムバックステージで、新曲の「1 TO 10」と「TT」を披露した。TWICEは11月27日のSBS人気歌謡のエピソードでは、音楽番組の中では初めて「JELLY JELLY」の曲を披露した。

### TTポーズ
リードシングルの「TT」の楽曲のサビの部分における振付は「TTポーズ」と呼ばれ、両手でTの文字を作り顔の前に持っていくことで泣き顔を表している。
日本では、乃木坂46のメンバーなどの芸能人たちがSNSにTTポーズをアップし、女子中高生にも話題のポーズとなった。

## 売り上げ
2016年10月31日、TWICEcoaster : LANE 1はガオンチャートでは1週間で165,000枚以上の売上を記録したことが報告された。これは、TWICEの過去のアルバム「PAGE TWO」の5ヶ月間の売り上げよりも多い数値である。米国の芸能メディアブランド「ビルボード」が発表するビルボードチャートにおいては、ワールド・アルバム部門第3位、タイトル曲の「TT」はワールド・デジタル・ソング部門第2位にそれぞれランクインしている。
2016年11月22日には売り上げ数は20万枚を突破し、TWICEは2014年から2016年までに20万枚以上の売り上げを記録した唯一のK-POPの女性アイドルグループとなった。最終的にこのアルバムは2016年末までに350,852枚の売り上げを記録し、韓国のガール・グループのアルバムとしてはこの年で最も多く売れたアルバムとなっている。

## リパッケージ
2016年12月5日、TWICEは公式Twitterを通じて、TWICEcoaster：Lane 1のクリスマス版をリリースすると発表した。このバージョンは、オリジナルバージョンと同様のトラックリストで12月19日にリリースされ、予約注文では115,000枚以上が販売された。ガオンチャートでの初週順位は3位、初動推移は131,081枚であった。

## 収録曲
| #         | タイトル             | 作詞                      | 作曲                                                       | アレンジ                           | 時間  |
| --------- | -------------------- | ------------------------- | ---------------------------------------------------------- | ---------------------------------- | ----- |
| 1.        | 「TT」               | Sam Lewis                 | Black Eyed Pilseung                                        | Rado                               | 3:34  |
| 2.        | 「1 TO 10」          | Chloe Noday               | Noday Chloe                                                | Noday Chloe                        | 2:56  |
| 3.        | 「PONYTAIL」         | Lee Sin-seong ZigZag Note | ZigZag Note                                                | ZigZag Note Noh Eun-jong           | 3:27  |
| 4.        | 「JELLY JELLY」      | Joul                      | east4A Ashley Mounts Kim Hee-deok                          | east4A                             | 3:32  |
| 5.        | 「PIT-A-PAT」        | Yorkie Kang Ji-won        | Kang Ji-won Im Kwang-uk                                    | Im Kwang-uk Kang Ji-won            | 3:27  |
| 6.        | 「NEXT PAGE」        | Maeel                     | Joe J. Lee "Kairos"                                        | Joe J. Lee "Kairos" Hobyn "K.O" Yi | 2:57  |
| 7.        | 「ONE IN A MILLION」 | mr.cho                    | Sebastian Thott Didrik Thott Andreas Öberg Danielle Senior | Sebastian Thott                    | 2:55  |
| 合計時間: | 合計時間:            | 合計時間:                 | 合計時間:                                                  | 合計時間:                          | 22:48 |

| #  | タイトル                              | 作詞 | 作曲・編曲 |
| -- | ------------------------------------- | ---- | ---------- |
| 1. | 「TT」(Music Video)                   |      |            |
| 2. | 「TT」(Music Video Teaser 1)          |      |            |
| 3. | 「TT」(Music Video Teaser 2)          |      |            |
| 4. | 「TT」(Dance Practice Video)          |      |            |
| 5. | 「1 TO 10」(Dance Practice Video)     |      |            |
| 6. | 「JELLY JELLY」(Dance Practice Video) |      |            |
| 7. | 「TT」(Jacket Behind (Thai Subtitle)) |      |            |
| 8. | 「TT」(Behind (Thai Subtitle))        |      |            |

## チャート
| チャート（2016年）            | 最高順位 |
| ----------------------------- | -------- |
| Japanese Albums (オリコン)    | 10       |
| South Korean Albums (ガオン)  | 1        |
| Taiwanese Albums (Five Music) | 1        |
| US World Albums (ビルボード)  | 3        |

| チャート（2016年）            | 順位 |
| ----------------------------- | ---- |
| South Korean Albums (Gaon)    | 5    |
| Taiwanese Albums (Five Music) | 2    |

## 受賞歴
| 年   | アワード                               | 曲名                 | カテゴリ                       | 結果       |
| ---- | -------------------------------------- | -------------------- | ------------------------------ | ---------- |
| 2017 | 31st ゴールデンディスク賞              | Twicecoaster: Lane 1 | Disk Bonsang                   | ノミネート |
| 2017 | 26th ソウル歌謡大賞                    | "TT"                 | Female Dance Performance Award | 受賞       |
| 2017 | 6th ガオンチャートミュージックアワード | "TT"                 | Song of the Year – October     | 受賞       |

### 音楽番組における受賞歴
| 曲   | 番組名                    | 日付           |
| ---- | ------------------------- | -------------- |
| "TT" | The Show (SBS MTV)        | 2016年11月1日  |
| "TT" | SHOW CHAMPION (MBC Music) | 2016年11月2日  |
| "TT" | M COUNTDOWN (Mnet)        | 2016年11月3日  |
| "TT" | M COUNTDOWN (Mnet)        | 2016年11月10日 |
| "TT" | Music Bank (KBS)          | 2016年11月4日  |
| "TT" | Music Bank (KBS)          | 2016年11月11日 |
| "TT" | Music Bank (KBS)          | 2016年11月18日 |
| "TT" | Music Bank (KBS)          | 2016年11月25日 |
| "TT" | Music Bank (KBS)          | 2016年12月2日  |
| "TT" | Music Bank (KBS)          | 2017年1月6日   |
| "TT" | SBS人気歌謡 (SBS)         | 2016年11月6日  |
| "TT" | SBS人気歌謡 (SBS)         | 2016年11月13日 |
| "TT" | SBS人気歌謡 (SBS)         | 2016年11月20日 |

## リリース歴
| 地域         | 日付                              | 規格         | 販売                                    |
| ------------ | --------------------------------- | ------------ | --------------------------------------- |
| 韓国、全世界 | 2016年10月24日                    | デジタル配信 | JYPエンターテインメント、KTミュージック |
| 韓国         | 2016年10月24日                    | CD           | JYPエンターテインメント、KTミュージック |
| 韓国         | 2016年12月20日 （リパッケージ版） | CD           | JYPエンターテインメント、KTミュージック |
| タイ         | 2017年3月17日 （タイ版）          | CD、DVD      | JYPエンターテインメント、BEC-TERO       |
| 日本         | 2017年2月24日                     | デジタル配信 | ワーナーミュージックジャパン            |